# Daniel bar Maryam
Daniel bar Maryam („Daniel, Sohn der Maria“) war ein spätantiker syrischer Kirchenhistoriker, der in der ersten Hälfte des 7. Jahrhunderts lebte und noch um 660 bezeugt ist. Er war ein Zeitgenosse des Katholikos Ischo-Jab III.
Über Daniels Leben ist nur sehr wenig bekannt. Er verfasste aber eine vierbändige Kirchengeschichte in syrischer Sprache. Diese war aus nestorianischer Sicht verfasst und wurde auch später noch von anderen Autoren benutzt (etwa von Georg von Arbela im 10. Jahrhundert), ist uns aber nicht erhalten. Sie diente jedoch als eine Quelle für die Chronik von Seert. Daneben befasste sich Daniel mit dem Kalender und verfasste dazu eine Erläuterung.